# محوطه تنگ قلا ۲
محوطه تنگ قلا ۲ مربوط به عصر آهن است و در شهرستان خرم‌آباد، بخش پاپی، دهستان کشور، ۳/۷ کیلومتری غرب دره نسو، منطقه تنگ قلا واقع شده و این اثر در تاریخ ۱۸ اسفند ۱۳۸۷ با شمارهٔ ثبت ۲۵۲۷۲ به‌عنوان یکی از آثار ملی ایران به ثبت رسیده است.